# 1898-as magyar úszóbajnokság
Az 1898-as magyar úszóbajnokság versenyszámait július 24-én rendezték meg Siófokon.

## Eredmények

### Férfiak
| Versenyszám            | Arany            | Arany  | Ezüst                    | Ezüst | Bronz            | Bronz |
| ---------------------- | ---------------- | ------ | ------------------------ | ----- | ---------------- | ----- |
| 100 yard gyorsúszás    | Gräfl Ödön MUE   | 1:11,2 | Biegelbauer Árpád MUE    |       | Pédery Gyula MUE |       |
| 1 mérföldes gyorsúszás | Gräfl Károly MUE | 28:34  | Simon Orlik Austria Wien |       |                  |       |